# Колензьке сільське поселення
Ко́лензьке сільське поселення (рос. Коленгское сельское поселение) — сільське поселення у складі Верховазького району Вологодської області Росії.
Адміністративний центр — присілок Ногинська.

## Населення
Населення сільського поселення становить 462 особи (2019; 849 у 2010, 1374 у 2002).

## Історія
Станом на 1999 рік існували Колензька сільська рада (6 населених пунктів) та Сибірська сільська рада (24 населених пункти).
Станом на 2002 рік існували Колензька сільрада (присілки Григоровська, Нивська, Ногинська, Удальцовська, Фоминська, селище Феклуха) та Сибірська сільрада (присілки Аксеновська, Анисмовська, Анциферовська, Бірючевська, Боярська, Вороніха, Гнилужська, Єлісеєвська, Захаровська, Івановська, Козевська, Кузнецовська, Матвієвська, Мухинська, Орінодори, Осташевська, Ряполовська, Савинська, Сакулінська, Сафроновська, Секушенська, Студенцово, Харитоновська, селище Рогна).
2006 року сільради перетворено в сільські поселення.
10 квітня 2017 року ліквідовано Сибірське сільське поселення, його територія увійшла до складу Колензького сільського поселення.

## Склад
До складу сільського поселення входять:
| Населений пункт         | Населення, осіб (2002) | Населення, осіб (2010) |
| ----------------------- | ---------------------- | ---------------------- |
| Аксьоновська, присілок  | 10                     | 6                      |
| Анисимовська, присілок  | 7                      | 3                      |
| Анциферовська, присілок | 0                      | 0                      |
| Бірючевська, присілок   | 21                     | 9                      |
| Боярська, присілок      | 91                     | 70                     |
| Вороніха, присілок      | 29                     | 25                     |
| Гнилужська, присілок    | 4                      | 1                      |
| Григоровська, присілок  | 9                      | 5                      |
| Єлісеєвська, присілок   | 40                     | 19                     |
| Захаровська, присілок   | 6                      | 0                      |
| Івановська, присілок    | 22                     | 17                     |
| Козевська, присілок     | 3                      | 1                      |
| Кузнецовська, присілок  | 0                      | 0                      |
| Матвієвська, присілок   | 0                      | 0                      |
| Мухинська, присілок     | 0                      | 0                      |
| Нивська, присілок       | 30                     | 25                     |
| Ногинська, присілок     | 160                    | 112                    |
| Орінодори, присілок     | 0                      | 0                      |
| Осташевська, присілок   | 79                     | 43                     |
| Рогна, селище           | 410                    | 257                    |
| Ряполовська, присілок   | 5                      | 0                      |
| Савинська, присілок     | 5                      | 0                      |
| Сакулінська, присілок   | 13                     | 11                     |
| Сафроновська, присілок  | 15                     | 12                     |
| Секушинська, присілок   | 2                      | 0                      |
| Студенцово, присілок    | 14                     | 0                      |
| Удальцовська, присілок  | 7                      | 5                      |
| Феклуха, селище         | 329                    | 189                    |
| Фоминська, присілок     | 42                     | 20                     |
| Харитоновська, присілок | 21                     | 19                     |